# هيومان إنترتنيمنت (شركة)

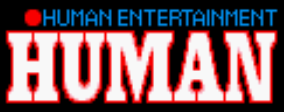

هيومان إنترتنيمنت (بالإنجليزية:Human Entertainment) (باليابانية:ヒューマン株式会社) ، هي شركة ألعاب فيديو يابانية سابقة.

## تاريخ
أسس الشركة سنة 1983م، وأنتجت عدداً من ألعاب الفيديو ومن ضمنها وأشهرها سلسلة كلوك تاون.

## أهم إصدارات اللعبة
- كلوك تاور ، أنتجت سنة 1995م.
- كلوك تاور ، أنتجت سنة 1996م.
- كلوك تاور 2.

## وصلات خارجية
- List of Human Entertainment games at GameFAQs
- GameSpy: Human Entertainment Company Profile
- Moby Games
- Neoseeker Company Profile: Human Entertainment